# Nicolae Simatoc
Nicolae Simatoc (Grimăncăuți, 1º maggio 1920 – Sydney, 11 dicembre 1979) è stato un calciatore e allenatore di calcio romeno.
Ha giocato nel campionato rumeno, italiano e spagnolo, totalizzando inoltre 8 presenze nella Nazionale di calcio della Romania.

## Palmarès

### Giocatore

#### Club

##### Competizioni nazionali
- Campionato spagnolo: 1

Barcellona: 1951-1952
- Coppa di Spagna: 2

Barcellona: 1951, 1952
- Coppa Eva Duarte: 1

Barcellona: 1952

##### Competizioni internazionali
- Coppa Latina: 1

Barcellona: 1952